# Бурич Село
45°16′ пн. ш. 15°38′ сх. д. / 45.27° пн. ш. 15.64° сх. д.
Бурич Село (хорв. Burić Selo) — населений пункт у Хорватії, у Карловацькій жупанії у складі громади Крняк.

## Населення
Населення за даними перепису 2011 року становило 29 осіб.
Динаміка чисельності населення поселення: